# Salvador Vergés i Cubí
Salvador Vergés i Cubí (Sant Joan de les Abadesses, Ripollès, 1946) és un escriptor i novel·lista català.
L'obra de Vergés, mestre industrial de professió i projectista, s'ha inspirat en el món de la pagesia d'abans de la guerra i també en el seu pare, exiliat a la Catalunya Nord. De fet, ell mateix va néixer en una casa de pagès, on hi va viure fins que va anar a treballar a fora.
Entre les seves publicacions destaquen la seva primera novel·la, Les sabates descordades. Està inspirada en la trobada amb una monja mentre feia el Camí de Santiago, amb sis edicions publicades.
La seva segona novel·la La veu de la viola va ser finalista del 25è Premi Ciutat de Badalona, se n'han publicat dues edicions i se n'ha fet una adaptació teatral amb el mateix títol. Aquesta obra, també guanyadora del 'Països Catalans Solstici d'Estiu', explica una història real ambientada als anys vint i trenta del segle xx i protagonitzada per l'Aniol, fill orfe d'una minyona de pagès, que perd la parla i acaba refugiant-se en la música, per a la qual descobreix una habilitat innata i un poder de comunicació més intens que el de les paraules.
Records de seda va rebre el Premi Germans Espar, de relats viscuts l'any 2016. També ha rebut altres premis com ara el Primer premi "Homilies d'Organyà; el Primer Premi "Cinc Pins"; el Primer premi "Ajuntament de Les Preses"; el Premi "Moritz amb cartes d'amor" i el segon premi Sant Jordi.
La seva tercera novel·la és La llanterna de Montmartre, amb pròleg de Vicenç Villatoro, inspirada en fets autobiogràfics i en les anècdotes que li va explicar un pintor francès del qual havia comprat un quadre feia quaranta anys i que va anar a retrobar al barri de Montmartre de París.
Els pergamins de l'Alguer és la seva darrera novel·la.